# 劉擇明
劉擇明，筆名「擇言」，香港語言學學者，現任香港教育大學語言學及現代語言系助理教授。網上粵語辭典《粵典》創辦人。